# Ванат Владислав Андрійович
Владисла́в Андрі́йович Вана́т (нар. 4 січня 2002, м. Кам'янець-Подільський, Хмельницька область, Україна) — український футболіст, нападник київського «Динамо» та збірної України. Найкращий бомбардир Прем'єр-ліги України 2023/2024, 2024/2025. Бронзовий призер молодіжного чемпіонату Європи 2023 у складі збірної України U-21.

## Клубна кар'єра
Є вихованцем молодіжної школи «Динамо» (Київ). Дебютував за «Динамо» U-19 1 листопада 2018 у матчі проти донецького «Олімпіка» (3:0). З цією ж командою брав участь в Юнацькій лізі УЄФА 2018/19, де провів 4 гри і забив 2 м'ячі.
Перший матч за «Динамо» U-21 провів 1 березня 2019 проти чернігівської «Десни» (8:0). У сезоні молодіжної першості 2020/21 Ванат забив 26 голів у 26 матчах, ставши найкращим бомбардиром турніру, та допоміг клубу виграти золоті нагороди. При цьому динамівець встановив рекорд молодіжної першості за кількістю голів, забитих протягом одного сезону. Після цього з нападником був підписаний новий довгостроковий контракт.
Ванат дебютував за першу команду в Прем'єр-лізі України 9 травня 2021 року, вийшовши на заміну на 82-й хвилині замість Артема Бєсєдіна в матчі останнього туру чемпіонського сезону 2020/21 проти ковалівського «Колоса» (3:0).
У липні 2021 разом із групою футболістів «Динамо» відправився в оренду до одеського «Чорноморця». 25 липня дебютував у матчах УПЛ проти чернігівської «Десни», а 27 серпня цього ж року у грі з «Олександрією» забив дебютний м'яч за одеситів у найсильнішому дивізіоні країни. Після дострокового завершення сезону 2021/22 повернувся у розташування «Динамо».

## Збірна
Залучався до ігор за юнацьку збірну України (U-17).
У травні 2021 року, коли Ванату було 19 років, його викликали до складу молодіжної збірної України на ігри турніру пам'яті Валерія Лобановського.
12 червня 2022 року, після матчу молодіжної збірної України з однолітками з Вірменії по дорозі додому в аеропорту відзначився благородним вчинком. Ванат викупив усі російські прапорці у крамниці, а потім викинув їх у смітник, принизивши цим росіян, що сиділи поруч.
Ванат потрапив у заявку команди Руслана Ротаня на Євро-2023 U-21, але на турнірі, який приймали Румунія та Грузія, не був основним форвардом, у підсумку з'явившись на полі лише у двох матчах. Обидва рази він замінив Данила Сікана. Зіграти більше на Євро-2023, які завершилися для українців завоюванням бронзових медалей, Ванату не дозволила дискваліфікація, яку він отримав через червону картку на 90-й хвилині матчу групового турніру проти збірної Румунії 24 червня 2023 року. Втім нападник «Динамо» відзначився виходами на поле і на груповій стадії турніру, і в плей-оф.
За національну збірну України Ванат дебютував 12 червня 2023 під керівництвом тренера Сергія Реброва. Нападник провів 26 хвилин у товариському поєдинку проти збірної Німеччини (3:3).

## Досягнення

### Командні
«Динамо»:
 Чемпіон України(2): 2021, 2025
 Срібний призер чемпіонату України (1): 2024
 Володар кубка України: 2021
 Молодіжна збірна України:
Бронзовий призер молодіжного чемпіонату Європи: 2023

### Особисті
- Найкращий бомбардир української Прем'єр-ліги (2): 2023/24, 2024/25
- Найкращий бомбардир молодіжного чемпіонату України: 2020/21

## Статистика

### Клубна статистика
Станом на 24 травня 2025 року
| Сезон             | Команда           | Чемпіонат         | Чемпіонат | Чемпіонат | Національний кубок | Національний кубок | Національний кубок | Континентальні кубки | Континентальні кубки | Континентальні кубки | Інші змагання | Інші змагання | Інші змагання | Усього | Усього |
| Сезон             | Команда           | Ліга              | Ігор      | Голів     | Ліга               | Ігор               | Голів              | Ліга                 | Ігор                 | Голів                | Ліга          | Ігор          | Голів         | Ігор   | Голів  |
| ----------------- | ----------------- | ----------------- | --------- | --------- | ------------------ | ------------------ | ------------------ | -------------------- | -------------------- | -------------------- | ------------- | ------------- | ------------- | ------ | ------ |
| 2020–21           | «Динамо»          | УПЛ               | 1         | 0         | КУ                 | 0                  | 0                  | ЛЧ                   | 0                    | 0                    | СК            | 0             | 0             | 1      | 0      |
| 2021–22           | «Чорноморець»     | УПЛ               | 17        | 3         | КУ                 | 1                  | 0                  | —                    | —                    | —                    | —             | —             | —             | 18     | 3      |
| 2022–23           | «Динамо»          | УПЛ               | 25        | 12        | —                  | —                  | —                  | ЛЧ+ЛЄ                | 6+5                  | 0+1                  | —             | —             | —             | 36     | 13     |
| 2023–24           | «Динамо»          | УПЛ               | 27        | 14        | КУ                 | 0                  | 0                  | ЛК                   | 3                    | 0                    | —             | —             | —             | 30     | 14     |
| 2024–25           | «Динамо»          | УПЛ               | 28        | 17        | КУ                 | 3                  | 1                  | ЛЧ+ЛЄ                | 6+8                  | 2+0                  | —             | —             | —             | 45     | 20     |
| Всього «Динамо»   | Всього «Динамо»   | Всього «Динамо»   | 81        | 43        | —                  | 3                  | 1                  | —                    | 28                   | 3                    | —             | 0             | 0             | 112    | 47     |
| Всього за кар'єру | Всього за кар'єру | Всього за кар'єру | 98        | 46        | —                  | 4                  | 1                  | —                    | 28                   | 3                    | —             | 0             | 0             | 130    | 50     |

### Матчі за збірну
Станом на 23 березня 2025 року
| Дата       | Місто    | Господарі          | Результат | Гості   | Турнір                                    | Голи | Примітки |
| ---------- | -------- | ------------------ | --------- | ------- | ----------------------------------------- | ---- | -------- |
| 12-06-2023 | Бремен   | Німеччина          | 3 – 3     | Україна | товариський матч                          | -    | 64'      |
| 16-06-2023 | Скоп'є   | Північна Македонія | 2 – 3     | Україна | Відбір до ЧЄ 2024                         | -    | 46'      |
| 19-06-2023 | Трнава   | Україна            | 1 – 0     | Мальта  | Відбір до ЧЄ 2024                         | -    | 43' 63'  |
| 12-09-2023 | Мілан    | Італія             | 2 – 1     | Україна | Відбір до ЧЄ 2024                         | -    | 58'      |
| 17-10-2023 | Та-Калі  | Мальта             | 1 – 3     | Україна | Відбір до ЧЄ 2024                         | -    | 67'      |
| 07-06-2024 | Варшава  | Польща             | 3 – 1     | Україна | товариський матч                          | -    | 76'      |
| 26-06-2024 | Штутгарт | Україна            | 0 – 0     | Бельгія | ЧЄ 2024 - груповий етап                   | -    | 70'      |
| 07-09-2024 | Прага    | Україна            | 1 – 2     | Албанія | Ліга націй УЄФА 2024—2025 - груповий етап | -    | 72'      |
| 10-09-2024 | Прага    | Чехія              | 3 – 2     | Україна | Ліга націй УЄФА 2024—2025 - груповий етап | 1    | 79'      |
| 20-03-2025 | Марбелья | Україна            | 3 – 1     | Бельгія | Ліга націй УЄФА 2024—2025 - плей-оф       | 1    | 62'      |
| 23-03-2025 | Генк     | Бельгія            | 3 – 0     | Україна | Ліга націй УЄФА 2024—2025 - плей-оф       | -    | 58' 69'  |
| Усього     |          | Матчів             | 11        |         | Голів                                     | 2    |          |